# مسجد جامع تیرانا
مسجد جامع تیرانا (Xhamia e Madhe e Tiranës) یا مسجد نمازگاه (Xhamia e Namazgjasë) مسجدی در حال ساخت در تیرانا است. این مسجد در زمانی که به پایان برسد بزرگترین مسجد در بالکان خواهد بود.